# NGC 4886
NGC 4886 este o galaxie eliptică situată în constelația Părul Berenicei. A fost descoperită în 6 aprilie 1864 de către Heinrich Louis d'Arrest. Se află la o distanță de 94,62 de megaparseci de Pământ.